# Horácká rally

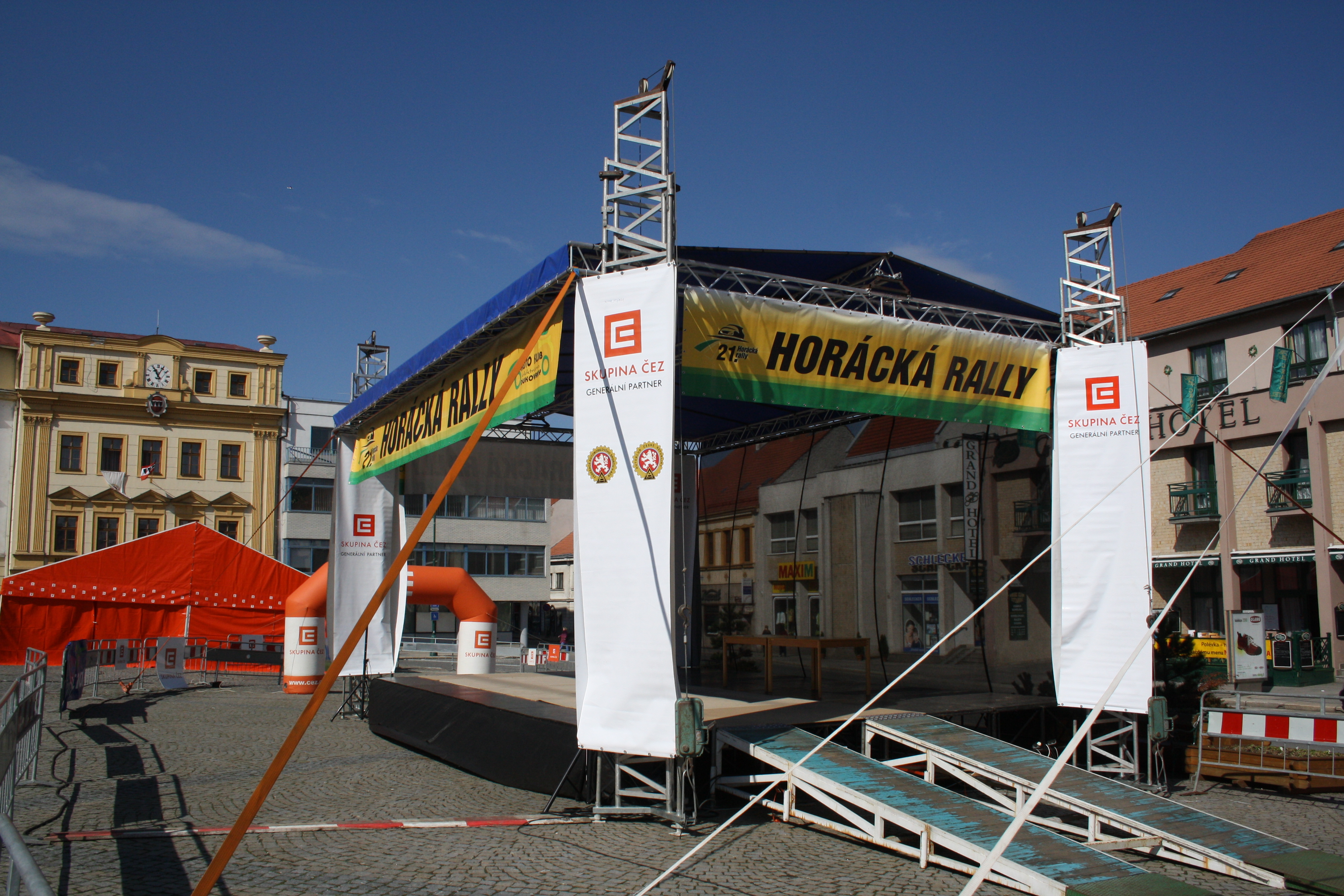
Startovní rampa soutěže v roce 2010

Horácká rally je FIA rallye závod konaný každoročně od roku 1990 na Třebíčsku. Závod se jezdí v okolí města Třebíče, start i cíl závodu se nachází na Karlově náměstí v Třebíči. Jako součást FIA Evropského poháru se rally jezdí od roku 2006.

## Historie
O realizaci záměru pořádat na Třebíčsku podnik mistrovství České republiky se zasadila skupina členů autoklubu při Jaderné elektrárně Dukovany. První ročník Horácké rally se jel 20. října 1990. Zúčastnilo se ho 57 posádek (dle Horáckých novin 70 vozů) v pěti kategoriích. Trať měřila celkem 261,2 km, jeli se dva stejné okruhy na celkem osmi rychlostních zkouškách, které měli 83,7 kilometru. V hlavní kategorii A zvítězila posádka Hloušek – Krupa ve voze VAZ 21074. Druhého ročníku konaného v říjnu 1991 se zúčastnilo 73 posádek, trať měřila 263 km a zahrnovala 14 rychlostních zkoušek.

### 13. ročník 2002
V roce 2002 se v Třebíči a okolí konal závod MMČR koef. 3, bylo tomu v tradičním termínu 26. října a 27. října, celková délka všech 20 rychlostních zkoušel byla 289 km. Všichni předem jistí vítězové sezóny se rozhodli vynechat poslední soutěž. Podnik navíc postihlo horší počasí.

#### Výsledky
1. Jan Kopecký, Filip Schovánek – Toyota Corolla WRC
2. Emil Triner, Miloš Hůlka – Seat Cordoba WRC
3. Karel Trojan, Jan Možný – Ford Focus WRC

### 15. ročník 2004
- 738,14 km
- 21 RZ

Kopecký a Pech sváděli boj o vítězství v soutěži a v celém šampionátu. Nakonec oboje získal Kopecký. Již jistí vítězové ostatních kategorií tuto soutěž vynechali

#### Výsledky
1. Jan Kopecký, Filip Schovánek – Škoda Fabia WRC
2. Václav Pech jr., Petr Uhel – Ford Focus WRC
3. Emil Triner, Miloš Hůlka – Seat Cordoba WRC
4. Karel Trojan, Řihák – Mitsubishi Lancer EVO VII
5. Votava, Synáč – Mitsubishi Lancer EVO VIII
6. Berger, Váňa – Ford Escort RS Cosworth
7. Chvojka, Chvojková – Ford Escort RS Cosworth
8. Miroslav Cais, Ondrejčík – Mitsubishi Lancer EVO VII
9. Štěpán, Hoferek – Mitsubishi Lancer EVO VII
10. Poulík, Novák – Mitsubishi Lancer EVO VI

### 17. ročník 2006
1. Václav Pech jr., Petr Uhel – Mitsubishi Lancer EVO IX
2. Václav Arazim, Julius Gál – Mitsubishi Lancer EVO IX
3. Karel Trojan, Petr Řihák – Mitsubishi Lancer EVO VII
4. Vojtěch Štajf, Jiří Černoch – Subaru Impreza STI
5. Jan Votava, František Synáč – Mitsubishi Lancer EVO VIII
6. Josef Peták, Alena Benešová – Renault Clio S1600
7. Jaromír Tarabus, Daniel Trunkát – Suzuki Ignis S1600
8. Miroslav Jandík, Radim Chrástecký – Mitsubishi Lancer EVO VII
9. Miroslav Cais, Pavel Ondrejčík – Mitsubishi Lancer EVO IX
10. Pavel Červenka, Jiří Volf – Mitsubishi Lancer EVO VIII

### 19. ročník 2008

#### Tragická havárie v roce 2008
Během konání 13. rychlostní zkoušky rallye v roce 2008, v jejím druhém dni, 21. června, se smrtelně zranila posádku vozu se startovním číslem 47: řidič Miroslav Levora a spolujezdkyně Pavla Třebínová s vozem Škoda Fabia 1,4 skupina A5. Nehoda se stala na čtvrtém kilometru rychlostní zkoušky Brtnice–Kamenička, 600 metru od Svatoslavi. Vůz uvedené posádky přeskočil horizont a podle stop na silnici se dostal na krajnici. Na cestě byly zřetelné stopy brzdění a vůz se dostal na druhou stranu silnice, kde v rychlosti cca 160 km/h narazil do stromu. Spolujezdkyně zemřela na místě, řidič po půlhodinové resuscitaci.

### 20. ročník 2009
Dvacátý ročník Horácké rally se jel dne 18. července jako součást Mistrovství České republiky ve sprintrally. Trať měřila celkem 282 km, z toho 74 km v deseti rychlostních zkouškách (Třebíč-Polanka–Třebíč-SŠVZZ, Číchov–Brtnice, Bezděkov–Panenská Rozsíčka, Doupě–Čenkov). Průběh závodu postihly nepříznivé klimatické podmínky. Pro déšť byla zrušena první rychlostní zkouška (Horní Újezd–Slavice).

#### Výsledky
1. Jaroslav Orsák, Karel Vajík – Mitsubishi Lancer EVO IX
2. Pavel Valoušek, Zdeněk Hrůza – Mitsubishi Lancer EVO IX
3. Roman Odložilík, Pavel Odložilík – Peugeot 207 S2000[6][7]

### 21. ročník 2010
Dvacátý první ročník Horácké rally se jel dne 3. dubna jako úvodní závod devítidílného seriálu závodů ECOSUN Mistrovství České republiky v rallysprintech. Trať měřila celkem 211 km, z toho 68 km v osmi rychlostních zkouškách.

#### Výsledky
1. Roman Kresta, Tomáš Kašpárek – Mitsubishi Lancer EVO IX
2. Jaroslav Orsák, Karel Vajík – Mitsubishi Lancer EVO IX
3. Igor Drotár, Vladimír Bánoci – Škoda Fabia WRC[8]

## Seznam vítězů Horácké rally
| #  | Název soutěže        | Centrum soutěže | Rok  | Jezdec             | Vůz                         | Šampionáty      |
| -- | -------------------- | --------------- | ---- | ------------------ | --------------------------- | --------------- |
| 1  | Horácká Rallye       | Třebíč          | 1990 | Ota Hloušek        | Lada VAZ 21074              | MČRHA           |
| 2  | Horácká Rallye       | Třebíč          | 1991 | Jiří Štembera      | Škoda 130 L                 | MČRHA           |
| 3  | Horácká Rallye       | Třebíč          | 1992 | Jiří Mach          | Ford Sierra RS Cosworth 4x4 | MČR             |
| 4  | Horácká Rallye       | Třebíč          | 1993 | Jiří Mach          | Ford Sierra RS Cosworth 4x4 | MČSFR           |
| 5  | Horácká Rallye       | Třebíč          | 1994 | Ladislav Křeček    | Lancia Delta HF Integrale   | MČR             |
| 6  | Horácká Rallye       | Třebíč          | 1995 | Pavel Šofr         | Ford Escort RS Cosworth     | MČR             |
| 7  | Horácká Rallye       | Třebíč          | 1996 | Ladislav Křeček    | Ford Escort RS Cosworth     | MČR             |
| 8  | Horácká Rallye       | Třebíč          | 1997 | Stanislav Chovanec | Ford Escort RS Cosworth     | MČR             |
| 9  | Horácká Rallye       | Třebíč          | 1998 | Stanislav Chovanec | Ford Escort RS Cosworth     | MČR             |
| 10 | Horácká Rallye       | Třebíč          | 1999 | Ladislav Křeček    | Ford Escort RS Cosworth     | MČR             |
| 11 | Horácká Rally Třebíč | Třebíč          | 2000 | Vlastimil Neumann  | Toyota Corolla WRC          | MČR-Sprintrally |
| 12 | Horácká Rally Třebíč | Třebíč          | 2001 | Tomáš Hrdinka      | Subaru Impreza WRC S6       | MČR             |
| 13 | Horácká Rally Třebíč | Třebíč          | 2002 | Jan Kopecký        | Toyota Corolla WRC          | MČR             |
| 14 | Horácká Rally Třebíč | Třebíč          | 2003 | Jan Kopecký        | Škoda Octavia WRC           | MČR             |
| 15 | Horácká Rally Třebíč | Třebíč          | 2004 | Jan Kopecký        | Škoda Fabia WRC             | MČR             |
| 16 | Horácká Rally Třebíč | Třebíč          | 2005 | Emil Triner        | Škoda Octavia WRC           | MČR             |
| 17 | Horácká Rally Třebíč | Třebíč          | 2006 | Václav Pech        | Mitsubishi Lancer Evo IX    | MČR             |
| 18 | Horácká Rally        | Třebíč          | 2007 | Václav Pech        | Mitsubishi Lancer Evo IX    | MČR             |
| 19 | Horácká Rally Třebíč | Třebíč          | 2008 | Václav Pech        | Mitsubishi Lancer Evo IX    | MČR             |
| 20 | Horácká Rally Třebíč | Třebíč          | 2009 | Jaroslav Orsák     | Mitsubishi Lancer Evo IX    | MČR-Sprintrally |
| 21 | Horácká Rally        | Třebíč          | 2010 | Roman Kresta       | Mitsubishi Lancer Evo IX    | MČR-Sprintrally |
| 22 | Horácká Rally Třebíč | Třebíč          | 2011 | Roman Odložilík    | Citroen Xsara WRC           | MČR-Sprintrally |